# Cryptomerinx mirandai
Cryptomerinx mirandai là một loài ruồi trong họ Asilidae. Cryptomerinx mirandai được Carrera miêu tả năm 1951. Loài này phân bố ở vùng Tân nhiệt đới.